# Apachekolos weslacensis
Apachekolos weslacensis là một loài ruồi trong họ Asilidae. Apachekolos weslacensis được Bromley miêu tả năm 1951. Loài này phân bố ở vùng Tân Bắc giới.